# Eleição presidencial em Kentucky em 2008
A eleição presidencial dos Estados Unidos no estado americano de Kentucky em 2008 ocorreu em 4 de novembro de 2008, quando todos os 50 estados e o Distrito de Colúmbia faziam parte da eleição. Os eleitores gerais (população com direito ao voto) escolheram oito eleitores para o Colégio Eleitoral, que votou para Presidente e Vice-Presidente.
Em Kentucky, o candidato republicano John McCain venceu por uma margem de 16,2% de vitória. Antes da eleição, todas as 17 organizações de notícias considerou que neste estado McCain venceria, ou considerou de certa forma como sendo um seguro estado republicano. No final, Kentucky votou em McCain, com mais de 57% dos votos.

## Campanha

### Previsões
Havia 17 organizações de notícias que fizeram as previsões da eleição estado por estado. Aqui há as últimas previsões antes do dia da eleição:
- D. C. Political Report: Republicano;[1]
- The Cook Political Report: Republicano com unânimidade;[2]
- The Takeaway (radio): McCain com unânimidade;[3]
- Election Projection: McCain com unânimidade;[4]
- Eleitoral-vote.com: Republicano com força;[5]
- The Washington Post: McCain com unânimidade;[3]
- The Politico: McCain com unânimidade;[6]
- RealClearPolitics: McCain com unânimidade;[7]
- FiveThirtyEight.com: McCain com unânimidade;[3]
- CQ Politics: Republicano assegurado;[8]
- The New York Times: Republicano com unânimidade;[9]
- CNN: Republicano assegurado;[10]
- NPR: McCain com unânimidade;[3]
- MSNBC: McCain com unânimidade;[3]
- Fox News: Republicano;[11]
- Associated Press: Republicano;[12]
- Rasmussen Reports: Republicano assegurado.[13]

### Pesquisas de opinião
| Pesquisas de opinião em Kentucky                | Pesquisas de opinião em Kentucky | Pesquisas de opinião em Kentucky | Pesquisas de opinião em Kentucky | Pesquisas de opinião em Kentucky | Pesquisas de opinião em Kentucky | Pesquisas de opinião em Kentucky |
| Instituto/Fonte                                 | Data (2008)                      | Democrata                        | %                                | Republicano                      | %                                | Margem de diferença              |
| ----------------------------------------------- | -------------------------------- | -------------------------------- | -------------------------------- | -------------------------------- | -------------------------------- | -------------------------------- |
| Survey USA                                      | 1 de novembro                    | Barack Obama                     | 40%                              | John McCain                      | 56%                              | 16                               |
| Rasmussen Reports                               | 29 de outubro                    | Barack Obama                     | 42%                              | John McCain                      | 51%                              | 9                                |
| Louisville Courier-Journal/ Mason-Dixon         | 27-29 de outubro                 | Barack Obama                     | 43%                              | John McCain                      | 55%                              | 12                               |
| Research 2000/Daily Kos                         | 27-29 de outubro                 | Barack Obama                     | 39%                              | John McCain                      | 56%                              | 17                               |
| Rasmussen Reports                               | 21 de outubro                    | Barack Obama                     | 44%                              | John McCain                      | 52%                              | 8                                |
| Research 2000/ Lexington Herald-Leader/ WKYT-TV | 19-21 de outubro                 | Barack Obama                     | 39%                              | John McCain                      | 55%                              | 16                               |
| Survey USA                                      | 18-20 de outubro                 | Barack Obama                     | 41%                              | John McCain                      | 54%                              | 13                               |
| Research 2000/Daily Kos                         | 15-16 de outubro                 | Barack Obama                     | 39%                              | John McCain                      | 53%                              | 14                               |
| Rasmussen Reports                               | 30 de setembro                   | Barack Obama                     | 42%                              | John McCain                      | 52%                              | 10                               |
| Louisville Courier-Journal/ Mason-Dixon         | 22-25 de setembro                | Barack Obama                     | 41%                              | John McCain                      | 53%                              | 8                                |
| Survey USA                                      | 21-22 de setembro                | Barack Obama                     | 38%                              | John McCain                      | 57%                              | 19                               |
| Research 2000/Daily Kos                         | 15-17 de setembro                | Barack Obama                     | 37%                              | John McCain                      | 55%                              | 18                               |
| American Research Group                         | 8-12 de setembro                 | Barack Obama                     | 37%                              | John McCain                      | 57%                              | 20                               |
| Survey USA                                      | 9-11 de agosto                   | Barack Obama                     | 37%                              | John McCain                      | 55%                              | 18                               |
| Research 2000/Daily Kos                         | 28–30 de julho                   | Barack Obama                     | 35%                              | John McCain                      | 56%                              | 21                               |
| Rasmussen Reports                               | 29 de julho                      | Barack Obama                     | 43%                              | John McCain                      | 52%                              | 9                                |

## Resultados
| Eleição presidencial em Kentucky em 2008 | Eleição presidencial em Kentucky em 2008 | Eleição presidencial em Kentucky em 2008 | Eleição presidencial em Kentucky em 2008 | Eleição presidencial em Kentucky em 2008 | Eleição presidencial em Kentucky em 2008 | Eleição presidencial em Kentucky em 2008 |
| Partido                                  | Partido                                  | Candidato                                | Running mate                             | Votos                                    | Porcentagem                              | Votos do Colégio Eleitoral               |
| ---------------------------------------- | ---------------------------------------- | ---------------------------------------- | ---------------------------------------- | ---------------------------------------- | ---------------------------------------- | ---------------------------------------- |
|                                          | Republicano                              | John McCain                              | Sarah Palin                              | 1.048.462                                | 57,37%                                   | 8                                        |
|                                          | Democrata                                | Barack Obama                             | Joe Biden                                | 751.985                                  | 41.15%                                   | 0                                        |
|                                          | Independente                             | Ralph Nader                              | Matt Gonzalez                            | 15.378                                   | 0,84%                                    | 0                                        |
|                                          | Libertário                               | Bob Barr                                 | Wayne Allyn Root                         | 5.989                                    | 0,33%                                    | 0                                        |
|                                          | Constitucional                           | Chuck Baldwin                            | Darrell Castle                           | 4,694                                    | 0.26%                                    | 0                                        |
| Total                                    | Total                                    | Total                                    | Total                                    | 1,827,586                                | 100.00%                                  | 8                                        |